# Giampaolo Mosele
Giampaolo Mosele (né le 17 mars 1962  à Asiago, en Vénétie) est un skieur italien spécialiste du combiné nordique. 

## Biographie
Licencié à l'US Asiago, Giampaolo Mosele a pris la 7e place des Championnats du monde 1985 à Seefeld et s'est classé 8e de la Coupe du monde en 1986. Au cours de sa carrière, il a également remporté le titre de champion d'Italie à huit reprises.

## Palmarès

### Championnats du monde
| Épreuve / Édition     | Gundersen     |
| Épreuve / Édition     | Petit tremlin |
| Mondiaux 1985 Seefeld | 7e            |

### Coupe du monde
Giampaolo Mosele obtient son meilleur classement général en 1986 en achevant la saison au 8e rang. Il n'est jamais monté sur le podium au cours de sa carrière sur une épreuve de Coupe du monde, mais il s'est classé deux fois 4e, à Tarvisio en 1985 et à Murau en 1986.
| Saison / Épreuve | Saison / Épreuve | Général | Général |
| ---------------- | ---------------- | ------- | ------- |
| Saison / Épreuve | Saison / Épreuve | Class.  | Points  |
| 1985             | 1985             | 11e     | 31      |
| 1986             | 1986             | 8e      | 41      |
| 1987             | 1987             | 33e     | 5       |